# За новый социализм (Украина)
«За новый социализм» (укр. За новий соцiалiзм, ЗНС) или «Союз Левых Сил» — украинская социалистическая партия. Насчитывает более 500 местных организаций в 19 регионах Украины.
19 марта 2022 года Советом нацбезопасности и обороны на время военного положения деятельность данной политической партии приостановлена.

## История
В 2000 году Василий Волга, бывший подводник, ставший предпринимателем, возглавил Всеукраинскую общественную организацию «Гражданский контроль», а в 2001 году одноимённую партию. В 2006 году партия «Гражданский контроль» объединилась с Социалистической партии Украины Александра Мороза, а Волга стал членом Политисполкома Соцпартии. В 2007 году Волга был избран народным депутатом Верховной рады Украины V созыва по спискам социалистов (№ 17). В Верховной Раде Волга был секретарём парламентского комитета по вопросам борьбы с организованной преступностью и коррупцией.
В сентябре 2007 года, после провала СПУ на выборах в Раду, лидер «Гражданского контроля» Василий Волга публично заявил о разрыве стратегического партнёрстве с СПУ", вследствие чего встал вопрос о создании новой политической силы, способной представлять в Украине левую идею в современной европейской трактовке.
Учредительный съезд новой партии, названной Союз левых сил (укр. Союз лівих сил), состоялся 8 декабря 2007 года. Председателем партии был избран Василий Волга, бывший депутат Верховной рады V созыва (2006—2007). Официально новая партия была зарегистрирована Минюстом Украины 28 января 2008 года, регистрационное свидетельство № 146-п.п.
В апреле 2009 года крымские республиканские организации Компартии Украины (КПУ) и Союза левых сил создали «Блок Грача» для совместного участия в крымских выборах.
В сентябре 2009 года Союз левых сил вошёл в состав Блока левых и левоцентристских сил. В первом туре президентских выборов 2010 года партия поддержали лидера КПУ Петра Симоненко, во втором туре — Виктора Януковича.
На V съезде партии, который состоялся 2 ноября 2019 года, новым председателем партии был избран Максим Гольдарб, бывший прокурор, аудитор, телеведущий и основатель организации «Публичный аудит».
В феврале 2020 года лидеры четырёх левых партий, Максим Гольдарб (Союз левых сил), Евгений Аноприенко («Социалисты»), Александр Соловьёв («Разумная сила») и Виталий Грушевский (Всеукраинский народный союз), подписали объединительный меморандум и создали единую партию «Блок левых сил».
В декабре 2021 года на VII съезде партия получила новое название — «За новый социализм».

## Структура
Руководящими уставными органами партии являются:
- Съезд партии.
- Председатель партии.
- Политический совет партии (Политсовет партии), Президиум Политсовета партии.
- Исполнительный Комитет партии (Исполком партии).
- Центральная ревизионная комиссия.

Уставными органами партии являются:
- Структурные подразделения партии: местные областные, городские, районные, сельские партийные организации, их руководители, исполнительные комитеты, ревизионные комиссии.

## Основные программные положения
22 августа 2020 на съезде СЛС были приняты новые Устав и Программа СЛС, которые 8 сентября 2020 года утвердило Министерство юстиции Украины. Согласно этим документам, цель политической партии «Союз Левых Сил» — превратить Украину в социальное государство, которое будет работать для людей и на людей, «страну социального максимума», где будет максимум здоровья, максимум долголетия, богатства в стране, максимум доходов и благосостояния в семьях, максимум закона и наказания для негодяев, максимум справедливости для граждан, и в центре всего — человек и его потребности. Чтобы «социальный максимум» стал реальным мерилом жизни в Украине, а государство исполняло функцию защитного щита для человека и общества.
Согласно программа партия видит 15 путей достижения своей цели, построения «страны социального максимума»:
- ликвидация олигархата как класса, введение прогрессивной шкалы налогов, полный запрет на участие в политической и экономической жизни представителей олигархата, национализация бюджетообразующих отраслей, создание Национального фонда естественных богатств Украины, в котором будут аккумулироваться все доходы от использования национальных ресурсов, с последующей выплаты части этих доходов каждому гражданину Украины.
- запрет на отчуждение земли и национальных богатств, недр, лесов, водных ресурсов, ликвидация и запрет свалок радиоактивных отходов, экологический аудит и восстановление природы.
- внеблоковость, недопущение внешнего управления страной; запрет иностранных агентов влияния; запрет иностранным гражданам занимать государственные руководящие должности; прекращение работы с МВФ и кредиторами на разорительных условиях, тщательный аудит государственных долгов, приоритет Конституции Украины и украинских законов над международными соглашениями.
- разблокирование Донбасса, неукоснительное выполнение Минских соглашений, примирение путём проведения общегосударственного диалога, неотвратимое наказание государственных и военных преступников.
- отказ от повышения тарифов и цен до европейских показателей до достижения уровня европейских зарплат и пенсий, повышение доходов гражданина для обеспечения всех жизненных потребностей, восстановления и развития личности, списание задолженности за жилищно-коммунальные услуги за последние 5 лет, компенсация незаконно взысканных платежей, снижение цен и тарифов на услуги ЖКХ и общественного транспорта, социальные продовольственные товары, медикаменты и лекарственные средства, установление максимального предела расходов на коммунальные услуги (10 % от дохода семьи), запрет на выселение / конфискацию жилья должников за коммунальные услуги, малообеспеченных, пенсионеров, инвалидов, семей с детьми; законодательно гарантированная минимальная пенсия — 60 % от реальной средней зарплаты по стране.
- порядок и спокойствие на улицах; введение смертной казни за особо тяжкие преступления (убийство человека, торговлю наркотиками, растление детей); жесткое подавление любых бандитских или парамилитарных незаконных формирований и преступности; полный запрет незаконных вооруженных организаций, полная отмена судебных пошлин и сборов для граждан Украины.
- восстановление добрососедских политических и экономических отношений с Россией и другими традиционными соседями, партнёрами и их объединениями.
- равноправие людей независимо от языка, вероисповедания, места рождения или проживания, два государственных языка, запрет на любое вмешательство государства и политиков в вопросы религии.
- отмена института президентства и установление в Украине парламентской республики.
- полностью гарантированные государством медицинская защита и помощь; бесплатные и обязательные среднее и среднее специальное образование, бесплатное первое высшее образование; установление минимального размера государственных расходов на медицину, образование и культуру — 25 % ВВП.
- низкие налоги для малого и среднего бизнеса; полная его поддержка и защита от государственного вмешательства; беспроцентное целевое кредитование от государства, пересмотр дискриминационных условий сотрудничества с ЕС в пользу украинского бизнеса, восстановление традиционных рынков сбыта.
- максимально простые правила для ведения бизнеса, стабильное налоговое законодательство и льготные ставки для привлечения инвестиций. Создание оффшорных зон.
- политическая и юридическая (уголовная и финансовая) ответственность за неисполнение обязанностей и предвыборных обещаний; пожизненный запрет занимать выборные и государственные должности, безальтернативное тюремное заключение за растрату госимущества и публичных ресурсов, освобождение — лишь после возмещения убытков.
- полное покрытие расходов и государственная помощь в размере $ 5 тыс. при рождении ребёнка, беспроцентное кредитование молодых семей; обязательное строительство социальной инфраструктуры (школа, детский садик, амбулатория или больница) до ввода в эксплуатацию жилых или деловых комплексов, бесплатная медпомощь и образование для детей; достойная поддержка одиноким родителям.
- проверка бюджета страны независимым народным аудитом, максимальная децентрализация власти и самостоятельность регионов; собственные полноценные бюджеты и распоряжение ими по формуле «сначала региону — потом столице»; избрание местными жителями губернаторов, судей, прокуроров, руководителей полиции.

## Идеология
Современный социализм:
- ликвидация олигархата как класса;
- социальное государство — государство социального максимума;
- восстановление субъектности Украины;
- отмена института президентства;
- подконтрольные и принадлежащие народу бюджеты и ресурсы.

## Пресса о Союзе левых сил
- УНИАН В Украине избрали нового главного «левого»
- Журнал Житомира Лидер «Союза левых сил» Максим Гольдарб посетил Житомир и встретился с людьми
- Хрещатик «Союз левых сил» требует снизить уровень инфляции и повысить прожиточный минимум
- proUA.com Волга: Союз левых сил — единственная реальная оппозиция
- Подробности Союз левых сил передаст СНБО 150 тысяч подписей за отставку Тимошенко

## Лидеры
- 2007—2019 — Василий Волга[12][нет в источнике]
- 2019—н. в. — Максим Гольдарб[1]